# ۸ شنتون وی
۸ شنتون وی، (به انگلیسی: 8 Shenton Way) آسمان‌خراش ۵۲ طبقه به ارتفاع ۲۳۴ متر، با کاربری اداری-تجاری است، که در شهر سنگاپور، سنگاپور مستقر می‌باشد. پروژه ساخت این ساختمان در سال ۱۹۸۳ توسط شرکت کپیتال لند آغاز شد و در سال ۱۹۸۶ تکمیل و افتتاح گردید.

## نگارخانه

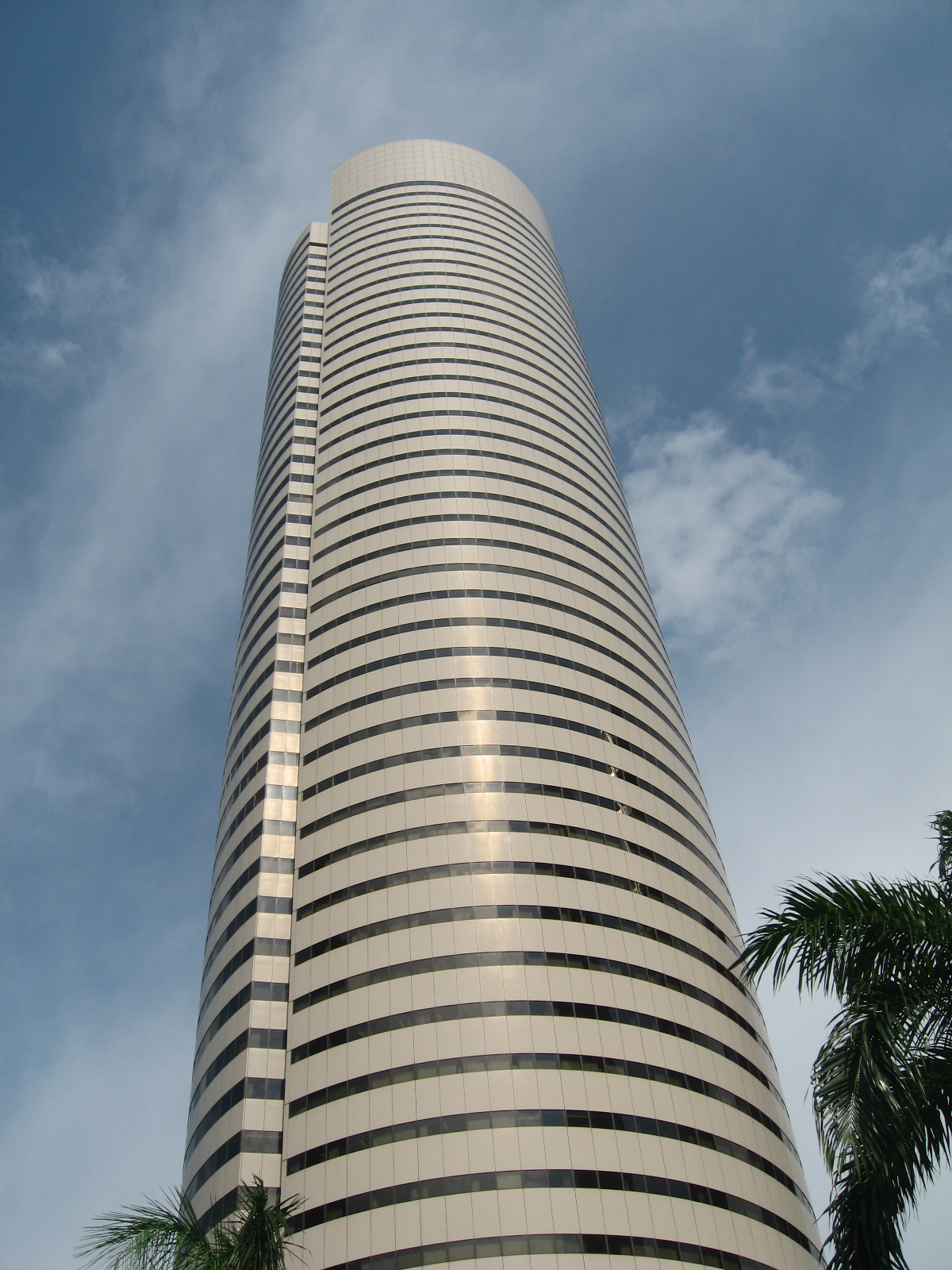
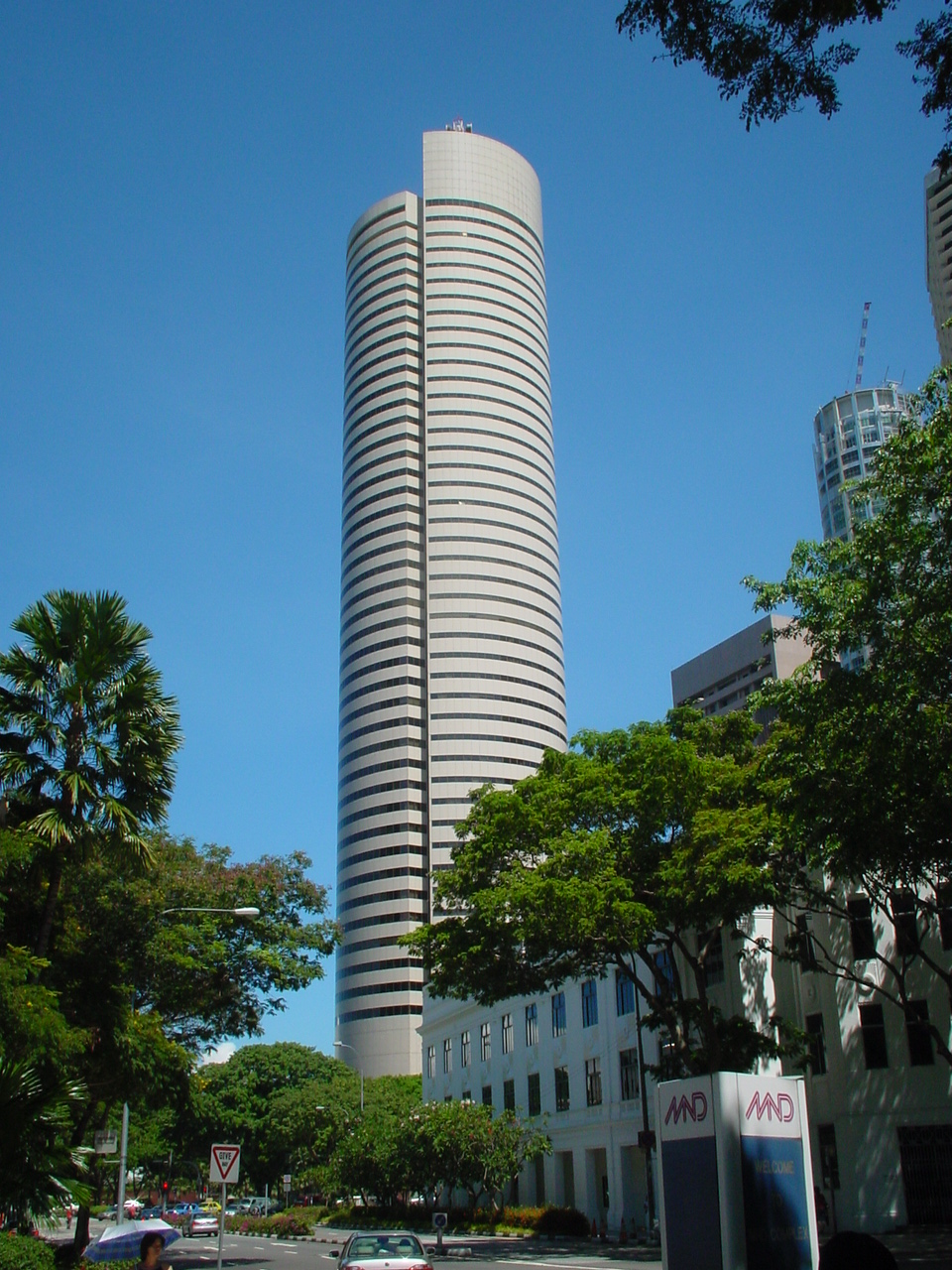
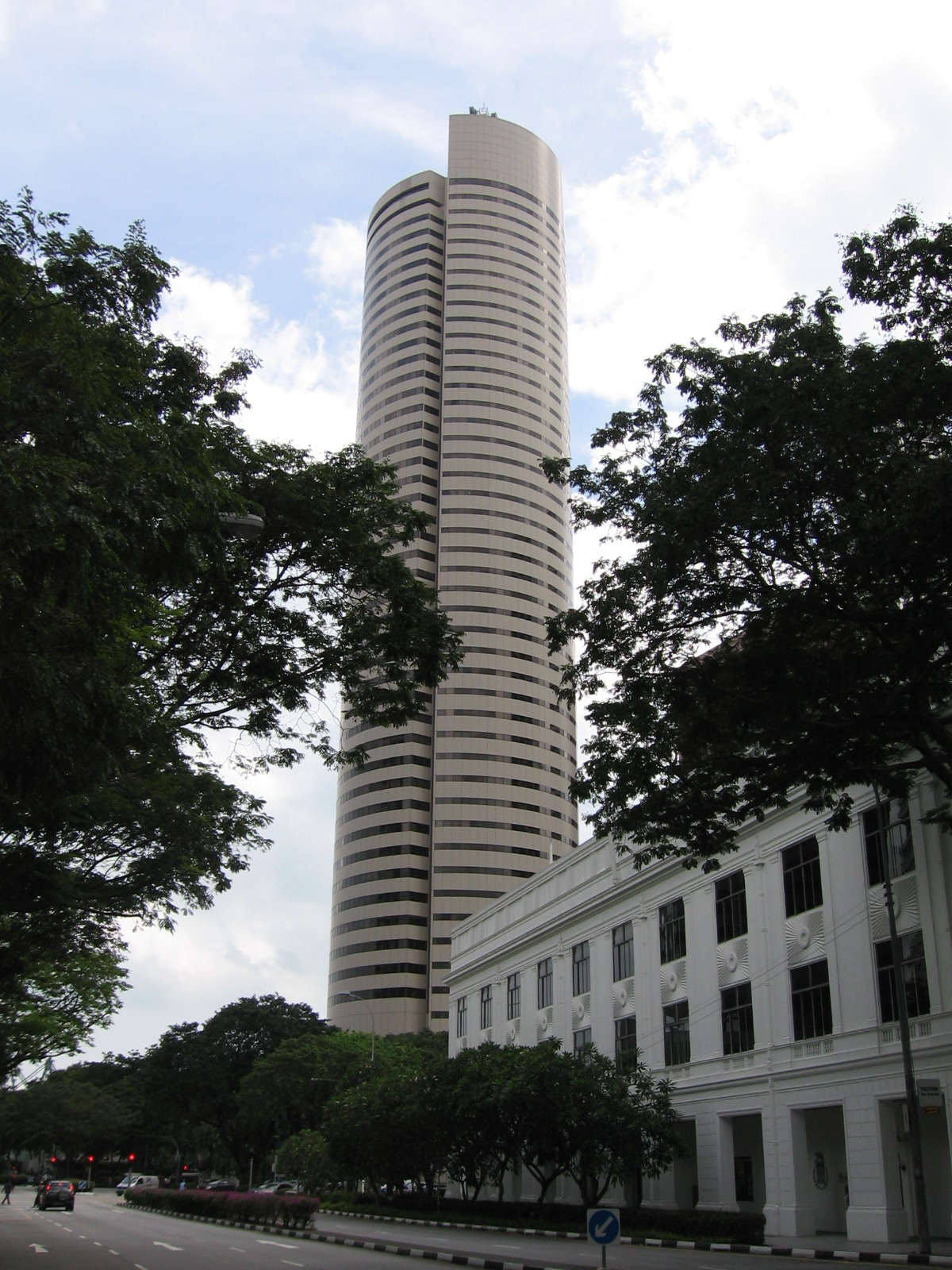
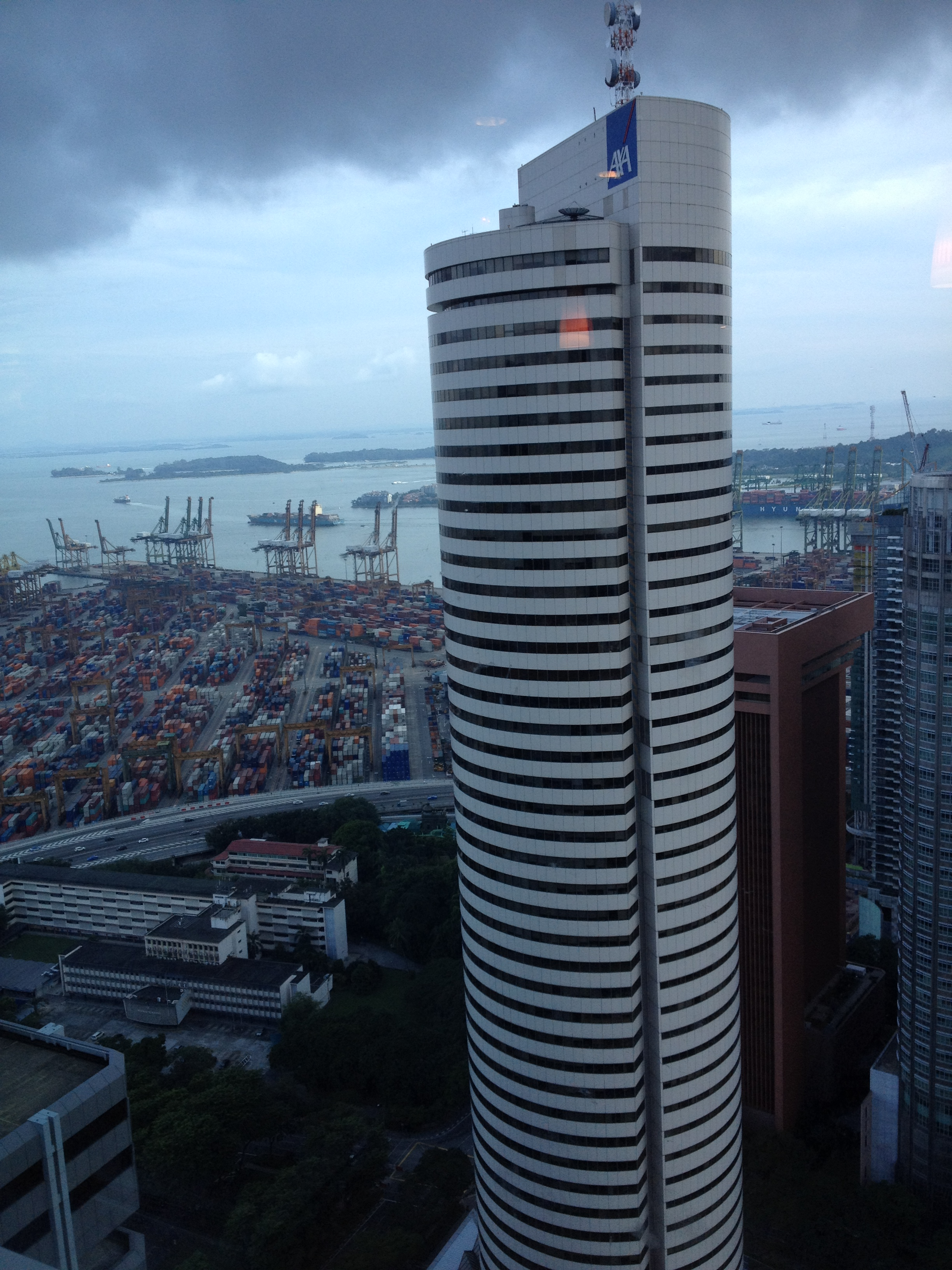